# Die Balearen in Wort und Bild Geschildert

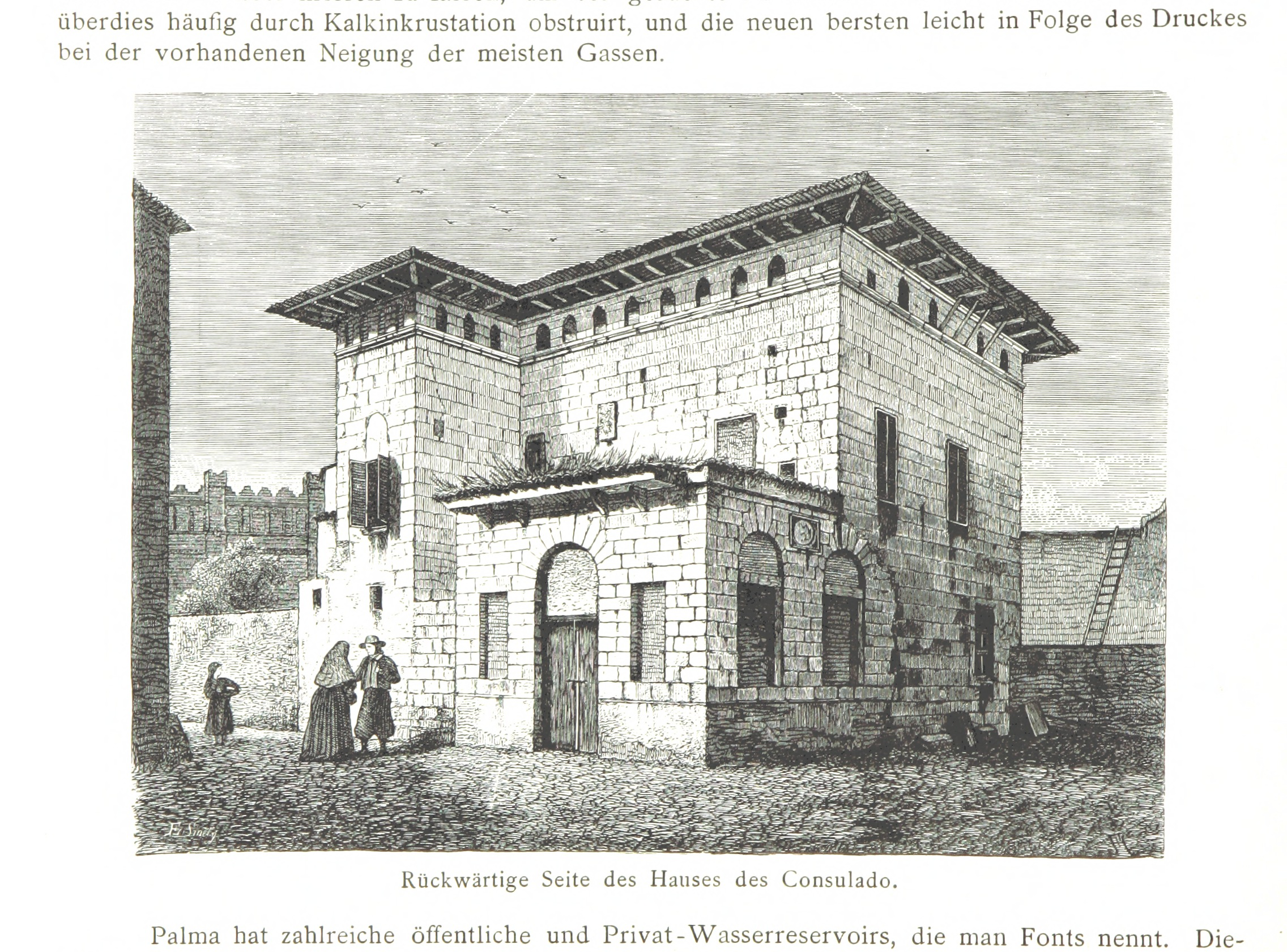
Grabado del Die Balearen donde se representa el edificio del Consulado de Mar de Palma

Die Balearen in Wort und Bild geschildert (Las Baleares descritas en palabras e imágenes, en español) es una publicación realizada por el Archiduque Luis Salvador donde se recogen aspectos sociales, culturales, geográficos y económicos de las Islas Baleares del siglo XIX. A partir de 1867, cuando llegó por primera vez a las islas, y hasta 1891, cuando publicó el último volumen, el archiduque estuvo confeccionando, junto a todo su séquito de intelectuales y secretarios, este ambicioso estudio. Durante el transcurso de estos años estuvo viajando por las islas y recabando información siguiendo una metodología propia, llamada Tabulae Ludouicianae, centrada en los aspectos del contenido final que incluía ilustraciones a la pluma de los paisajes, costumbres, arquitectura, etc. a fin de que los colaboradores las incluyeran dando al trabajo una forma más homogénea. En 1878 la obra fue premiada con medalla de oro en la Exposición Universal de París.

## Ediciones
En su primera edición (1869-1891), que no se puso a la venta sino que el propio archiduque imprimió privadamente en Leipzig para regalar a amigos y colaboradores, constaba de cuatro libros dedicados respectivamente a Ibiza, Formentera, Mallorca y Menorca. Cada libro estaba dividido en dos partes: la primera destinada a una descripción general y la segunda de carácter más detallado. La primera edición se publicó en siete volúmenes distribuidos en nueve tomos, ya que el tercero y el quinto estaban desdoblados en dos partes. En 1897 apareció una segunda edición, una versión reducida a dos volúmenes.
A pesar de la discreción de la primera edición, en las Baleares suscitó un gran interés su publicación y al cabo de unos años, Santiago Palacio, vicecónsul de España en Berlín en aquella época, emprendió una traducción de la obra al español con la conformidad del propio archiduque y la ayuda de Francisco Manuel de los Herreros para superar la barrera entre los baleares y el idioma alemán. Desafortunadamente, la tarea quedó inconclusa y solo se publicaron los libros I y II (1886 y 1890, los dedicados a Ibiza y Formentera respectivamente) y fragmentos del libro III, (publicados muy tardíamente, en dos volúmenes, en 1954 y el 1956). Más tarde, en 1954, el ayuntamiento de Palma encargó a José Sureda Blanes la edición de la versión castellana del mismo libro III, el dedicado a Mallorca, que apareció en doce tomos publicados entre 1954 y 1965. Esta edición de la versión española estructuraba el contenido de la obra de forma muy distinta a la original, lo que causa gran confusión a la hora de contrastarla con la versión original.
La primera traducción completa al español empezó a ser editada a partir de 1980 por iniciativa y patrocinio de Sa Nostra, y fue realizada de Carlos y Bárbara Sánchez-Rodrigo. Aunque la distribución del contenido es más fiel al original que en la versión de Sureda Blanes, los volúmenes tampoco se corresponden con la numeración original dada por el archiduque que comienza la numeración por las Pitiusas (libros I y II, ambos dentro del volumen I), continúa por Mallorca (libro III, volúmenes II-V) y termina con Menorca (libro IV, volúmenes VI y VII), y en esta traducción comienza por Menorca (tomos I y II), continúa por las Pitiusas (tomo III) y termina con Mallorca (tomos IV-IX). Además, esta edición incorporó un tomo (el tomo X) con índices de materias, onomástico y antroponímico. Paralelamente, en 1984 se realizó y publicó una traducción en español de la versión parcial de 1897, a cargo de Mateu Grimalt y Antònia Vigó. 
Finalmente, en 2000 el Grup Serra editó la primera traducción al catalán de la obra, publicada íntegramente entre 1999 y 2003 a cargo de Pere Bonnín Aguiló y Josep Moll Marquès. Esta edición, en ocho volúmenes más un volumen por los índices, sigue estrictamente la distribución por volúmenes, tomos y libros de la edición original.

## Metodología
Sebastià Trias Mercant dedica un pequeño inciso en el artículo de la Gran Enciclopedia de Mallorca referido al Die Balearen a propósito de la metodología seguida por el autor: 
La antropología del siglo XIX distingue tres estrategias de investigación: la descripción etnográfica —diario o reseña— según la moda romántica o positivista, la explicación antropogeográfica de los espacios culturales, la compilación de las tradiciones.

 El Die Balearen asume los criterios mencionados y, siguiendo los modelos literarios de la época, se convierte en el gran libro de viajes que cierra todo un ciclo de publicaciones baleares. Después vendrán la «aplec» literaria, el «archivo» folclórico y, por último, la «guía» turística.
El Die Balearen es una etnografía en la que el sujeto -escritor y protagonistas- se esconde repentinamente detrás de los objetos. Los datos, pasados por la criba del naturalista, están dispuestos en conjuntos comprensivos, sin buscar, sin embargo, su sentido más oculto. La obra —escribe el autor— «no incluye la síntesis de un estudio profundo», sino el rico inventario, realizado desde la observación más aséptica y directa —ni bibliografía, ni diplomática ni arqueología— de la etnia balear y de sus diferencias. «Además de las condiciones naturales —afirma Luis Salvador— estas islas se diferencian una de otra... por la cultura».
El Die Balearen es una geografía de espacios culturales —paisaje y sociedad, tradiciones y costumbres, ciudad y ruralía— en la que la historia está siempre ausente. Mateu Obrador dijo que las referencias retrospectivas y las insinuaciones históricas son ocasionales en el Die Balearen; son esporádicas digresiones para devolver de repente a lo que ven los ojos.
Las islas —como el resto del Mediterráneo- eran una reserva de «lo que desaparece». El Die Balearen compila y atestigua. Es el museo que conserva, objetivado en la palabra y el grabado y en contra de la industrialización, el endémico primitivismo civilizado.

 La participación de los intelectuales mallorquines en las tareas del Die Balearen obliga al archiduque a repensar el primitivo programa difusionista —exogamia informativa— de los libros de viaje desde el etnocentrismo —endogamia folk— de la Renaixença literaria y costumbrista.